# 神奈川県立厚木北高等学校
神奈川県立厚木北高等学校（かながわけんりつ あつぎきたこうとうがっこう）は、神奈川県厚木市下荻野に所在する公立の高等学校。

## 設置学科
- 普通科
- スポーツ科学科

## 概要
百校計画校の一つ。所在地は神奈川県厚木市下荻野。通称は厚木北高校（あつぎきたこうこう）、厚北（あつきた）。また地元では北高（きたこう）の通称もある。
校庭からは縄文遺跡が発見され発掘作業のため、校舎等の施設建設が一時中断、創立からの一時期、一時的に同市内にある神奈川県立厚木南高等学校の敷地内の仮設設備を置き、授業・行事等の一切がそこで執り行われるという珍事が発生した。当時発掘された土器の破片等遺物の一部は、厚木北高の校舎内（社会科準備室前等）に展示されており、北高周辺を含む鳶尾地域一体が縄文文化縁の土地であることが校歌の歌詞にも詠まれている。
当初は生徒数減少後を見越して、仮に廃校した場合には福祉施設に転用を企図していた。設計上もそれを考慮し、生徒用昇降口に車椅子用スロープ設置という当時としては画期的な仕様になっている。1988年度からの3ヶ年間、車椅子利用者を生徒として積極的に受け容れた実績を持つ。
サッカー部は2003年にインターハイに出場し、2007年選手権県予選ベスト4、2014年選手権県予選準優勝、2015年関東大会出場を成し遂げた。その他にもゴルフ部、水泳部、弓道部などがインターハイ出場経験を持つ。

## 校章
校章は「若楓」。

## 沿革
- 1978年 - 開校。
- 1996年 - 普通科スポーツ科学コース発足。
- 2017年 - 普通科スポーツ科学コースをスポーツ科学科に改編。

## 交通
- 小田急線本厚木駅よりバス「リコー前」下車 徒歩5分

## 著名な出身者
- 五味岡たまき（元おニャン子クラブ）
- 瀬能あづさ（元CoCo）※中退
- 角野秀行（TUBE）
- 松本玲二（TUBE）
- 下川めぐみ（プロゴルファー）
- 吉田弓美子（プロゴルファー）
- 斉藤愛璃（プロゴルファー）
- 堀川未来夢（プロゴルファー）
- 平本世中（プロゴルファー）
- 永里源気（サッカー選手・FW、MF）
- 永里亜紗乃（女子サッカー選手・FW）
- 岡崎亮平（サッカー選手・DF）
- 遠藤雄弥（俳優）※中退
- 柳家禽太夫（落語家）
- 福岡美輝（プロ野球選手）
- 栗谷（お笑い芸人、カカロニ）